# アグア山
アグア山（アグアさん、スペイン語: Volcán de Agua）はグアテマラのサカテペケス県にある火山。標高は3,760m。

## 概要
アグア山の標高はグアテマラ国内で5番目に高く、山頂にはかつて火口湖があった。「アグア」とは現地の言葉（スペイン語）で「水」を意味していて、これは前述のとおりアグア山の山頂に火口湖があったことから由来している。火口湖は1773年の大地震（サンタ・マルタ地震）によって崩壊し、消滅している。アグア山の近くには同じく火山のアカテナンゴ山とフエゴ山がある。

## 火山活動
アグア山は現在活動を休止（休火山）しているが、死火山ではない。1541年の9月11日に噴火した時は、泥流が発生し、現在のシウダー・ビエハのサン・ミゲル・エスコバルにあったグアテマラの首都サンティアゴを襲い、壊滅状態にしている。